# Martinet géant
Hirundapus giganteus
Espèce
Synonymes
- Cypselus giganteus Temminck, 1825
(protonyme)

Statut de conservation UICN

 LC  : Préoccupation mineure
Le Martinet géant (Hirundapus giganteus) est une espèce d'oiseaux de la famille des Apodidae.

## Répartition
Son aire s'étend à travers l'Asie du Sud-Est, les sud-ouest de l'Ide et le Sri Lanka.